# Tacchini (cráter)
Tacchini es un cráter de impacto lunar situado junto al borde noroeste del Mare Smythii, cerca del terminador este. Se encuentra justo al sur del cráter prominente Neper, y fue designado Neper K antes de que la UAI le adjudicase su nombre actual. Al oeste-suroeste de Tacchini aparece la pareja de cráteres formada por Schubert y Back.
|  |

El cráter es aproximadamente de forma circular, con un borde que está mejor definido en el lado oriental. La mitad noroeste del suelo está elevada, coincidiendo con el lado donde los materiales eyectados desde Neper, más reciente, invadieron el interior de Tacchini. Un par de pequeños cráteres yacen sobre la pared interior del sector noroeste.